# (21453) Victorlevine
(21453) Victorlevine (1998 HA33) – planetoida z pasa głównego asteroid okrążająca Słońce w ciągu 3,68 lat w średniej odległości 2,38 j.a. Odkryta 20 kwietnia 1998 roku.